# Borolia acrapex
Borolia acrapex là một loài bướm đêm trong họ Noctuidae.